# Ernst Lechner (Politiker)

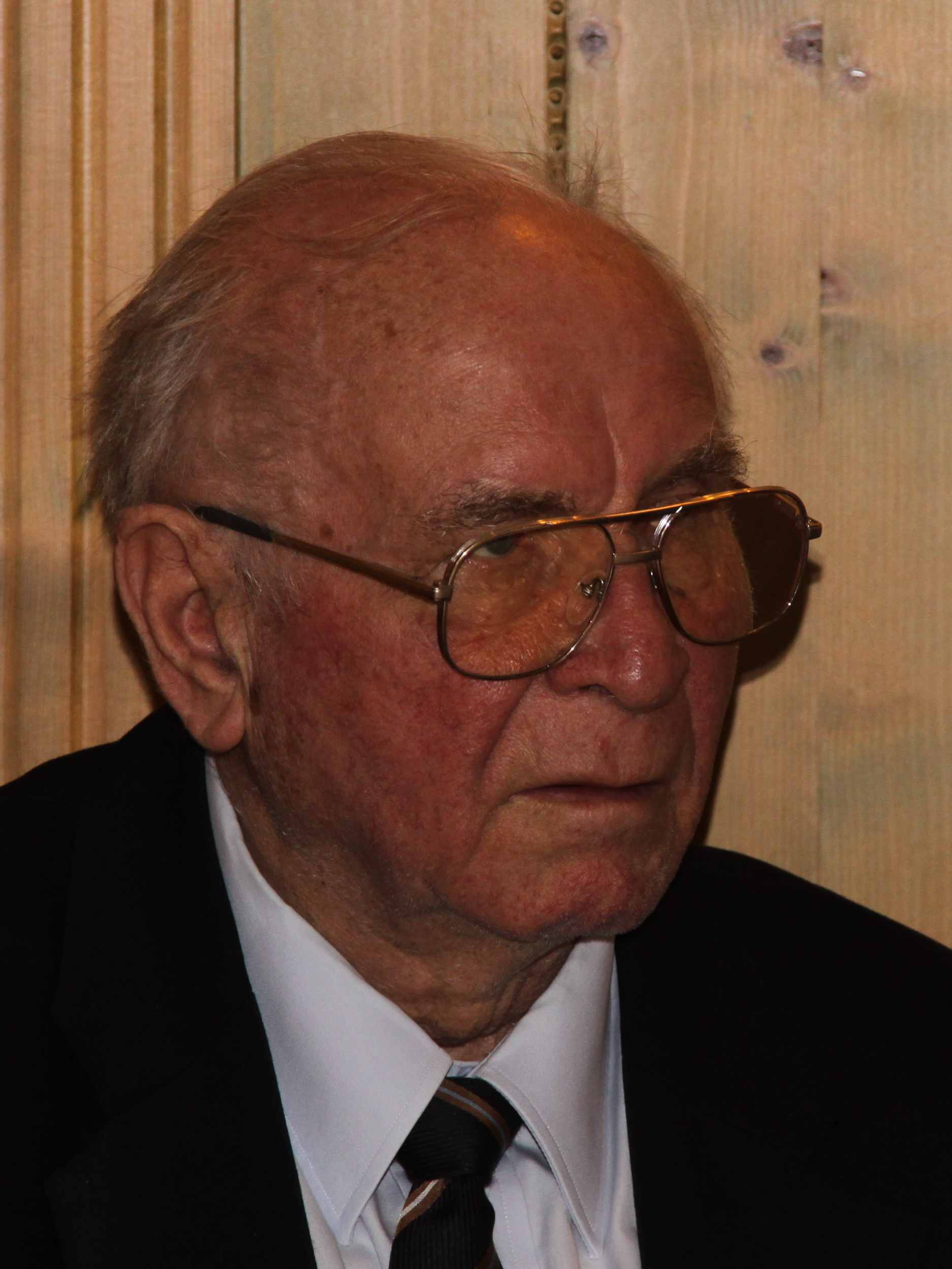
Ernst Lechner (2010)

Ernst Lechner (* 23. Januar 1925 in Nordstetten bei Gunzenhausen; † 30. Dezember 2013 in Gunzenhausen) war ein deutscher Kommunalpolitiker der CSU. Er wird als der Vater des Fränkischen Seenlandes bezeichnet.

## Leben
Ernst Lechner wurde am 23. Januar 1925 in Nordstetten geboren. Sein Vater war langjähriger Bürgermeister des Ortes. Von 1943 bis 1945 leistete Ernst Lechner den Wehrdienst bei der Reichsmarine ab. Lechner studierte zunächst Agrarwirtschaft in Triesdorf und arbeitete nach seinem Lehramtsstudium an landwirtschaftlichen Berufsschulen von 1953 bis 1962 als Lehrer an der Gunzenhäuser Berufsschule sowie an der Volksschule in Frickenfelden.
1962 zog er als Abgeordneter der CSU in den Bayerischen Landtag ein, wo er von 1970 bis 1978 als Vorsitzender des Landwirtschaftsausschusses die Politik von Staatsminister Hans Eisenmann begleitete. Ebenfalls von 1970 bis 1978 war Lechner stellvertretender Fraktionsvorsitzender sowie Mitglied des Ältestenrates. Vom 15. Dezember 1966 bis 1970 gehörte er dem Medienrat an. 1978 wurde er zum Vizepräsidenten des Landtages gewählt. Dieses Amt hatte er bis 1986 inne. Lechner gehörte dem Bayerischen Landtag 24 Jahre lang und damit sechs Legislaturperioden an.
Ernst Lechner hatte die Vision, durch die Überleitung von Altmühl- und Donauwasser in das Regnitz-Main-Gebiet das Armenhaus Westmittelfranken aufzuwerten. Am 16. Juli 1970 folgte der Bayerische Landtag schließlich dieser Vision und dem Antrag Lechners und nahm das Projekt Fränkisches Seenland in Angriff. Die Errichtung des Fränkischen Seenlandes war die größte Infrastrukturmaßnahme in der Geschichte Bayerns und sorgte für einen Strukturwandel von der Landwirtschaft hin zum Tourismus im Landkreis Weißenburg-Gunzenhausen. Er setzte sich aber auch für den Erhalt der Hochschule in Triesdorf und des Krankenhauses in Treuchtlingen sowie der Errichtung des Römermuseums in Weißenburg und dem Bau des Hahnenkammsees ein.
In seinem politischen Leben war Lechner 30 Jahre lang Stadtrat in Gunzenhausen, von 1954 bis 1956 Gemeinderat von Nordstetten sowie 36 Jahre Kreisrat des Landkreises Gunzenhausen und nach der Gebietsreform des Landkreises Weißenburg-Gunzenhausen. 1996 zog sich Lechner aus der Kommunalpolitik zurück.
Am 30. Dezember 2013 verstarb Lechner nach langer Krankheit im Alter von 88 Jahren. Lechner hinterlässt seine Frau Anneliese sowie vier Kinder und fünf Enkel.

## Auszeichnungen
Ernst Lechner wurde für seine Verdienste ausgezeichnet mit 
- dem Bayerischen Verdienstorden
- dem Verdienstkreuz am Bande[4] 1979
- dem Verdienstkreuz 1. Klasse 1983
- der Staatsmedaille in Gold
- dem Großen Bundesverdienstkreuz 1986
- der Bayerischen Verdienstmedaille in Gold
- der Kommunalen Verdienstmedaille in Silber
- der Verdienstmedaille und Ehrenbürgerschaft der Stadt Gunzenhausen